# 板垣好樹
板垣 好樹（いたがき よしき、1933年8月20日-1993年6月26日）は、日本の俳人。群馬県伊勢崎市生まれ。本名は好昭。                                                                月刊『俳句人』編集長（1973-1975年）、第6回新俳句人連盟賞受賞。

## 略歴
1933年、群馬県伊勢崎市に生まれる。10代で結核に罹り学校にも満足に行けず、国立療養所大日向荘（現在の国立病院機構西群馬病院）で過す。1954年、療養所で俳句を知り、古沢太穂の結社「道標」に入会、同時に太穂の推薦で新俳句人連盟の会員となる。1956年に療養所を退所、印刷工となり、1962年には現代俳句協会の会員となる。1972年、新聞『赤旗』俳句欄選者、翌年には岩間清志の急逝を受けて月刊『俳句人』編集長となる。長く賞とは無縁であったが1978年、「はらからの花」で第6回新俳句人連盟賞を受賞。1979年には「民衆詩としての序説」が第7回新俳句人連盟賞評論賞佳作、1981年には「赤城さかえの一石路批判」が同じく第9回新俳句人連盟賞評論賞佳作となった。
若いころ学校に行けず、無学の中で這い上がった経験から、山谷労働者の支援と俳句指導に尽くした。
1993年、食道癌のため死去、享年59歳。

## 句集
- 『路地のうた』（新俳句人連盟  ・1964年）
- 『はらからの花』（新俳句人連盟 ・1979年） ※第6回新俳句人連盟賞受賞

## 編集
- 『俳句人』（新俳句人連盟） ※編集長 1973-1975年
- 本間たかし著『山谷おんぼろの塔』（私家版・1981年）
- 『車座 山谷俳句会十周年記念句集』（山谷俳句会・1987年）
- 渡辺知秋著『山谷玄黄』（評論社・1990年）
- 岩崎母郷、森洋著 『山谷二人集』（道標発行所・1990年）

## 評論
- 「俳句における思想の表現」（文化評論7月号・新日本出版社・1963年）[1]
- 「民衆詩としての序説」（第7回新俳句人連盟賞評論賞佳作）
- 「赤城さかえの一石路批判」（第9回新俳句人連盟賞評論賞佳作）